# Das Huhn
Das Huhn (Originaltitel: Le poulet) ist eine französische Kurzfilmkomödie von Claude Berri aus dem Jahr 1965.

## Handlung
Vater, Mutter und Sohn fahren gemeinsam zu einem Hühnerhof. Hier scheucht der Sohn die Masthähnchen auf und nimmt schließlich eines in seine Arme. Die Familie kauft das Hähnchen und hält es in ihrem Schuppen. Der Sohn will beim Abendessen wissen, was mit Masthähnchen (poulet) gemacht wird und der Vater antwortet, dass sie gegessen werden. Hühner (poule) werden hingegen nicht gegessen, weil sie schließlich Eier legen. Der Junge mag das Masthähnchen wie ein Haustier und zeichnet es in der Schule. Die Eltern interessieren sich bereits dafür, was mit den Federn passieren wird und wie sie das Tier zubereiten werden. Auf die Frage des Jungen, wann das Masthähnchen gegessen werden soll, antwortet der Vater ihm „am Sonntag“.
Der Junge steht in der nächsten Nacht heimlich auf und legt ein Ei aus dem Kühlschrank zu dem Hähnchen. Der Vater ist am nächsten Morgen erstaunt, ein Ei vorzufinden. Auch am folgenden Morgen liegt ein Ei neben dem Hähnchen und der Junge kauft heimlich auf dem Markt eine größere Anzahl Eier, um regelmäßig nachlegen zu können. Die Familie glaubt schließlich, dass man sich auf dem Hühnerhof getäuscht hat. Sie beschließt, das Huhn nicht zu essen. Am nächsten Morgen wird der Vater wach, weil das Hähnchen kräht. Sofort ahnt er, dass sein Sohn hinter der ganzen Verwirrung steckt. Der gesteht unter Tränen, dass sonst das Hähnchen doch gegessen wird und die Familie beschließt, das Hähnchen zu behalten. Der Sohn ist glücklich und der Vater stellt fest, dass er schon immer gewusst habe, dass es tatsächlich ein Hähnchen ist.

## Produktion
Das Huhn entstand 1963 als einer der frühesten Filme Berris. Der Kurzfilm, der in Schwarzweiß gedreht wurde, erschien 1965.

## Auszeichnungen
Auf den Filmfestspielen von Venedig 1963 erhielt Das Huhn eine Silbermedaille. Der Film wurde 1966 mit einem Oscar in der Kategorie „Bester Kurzfilm“ ausgezeichnet.